# ريمون لويس وايلدر
ريمون لويس وايلدر (بالإنجليزية: Raymond Louis Wilder)‏ هو ضابط ورياضياتي وأستاذ جامعي أمريكي، ولد في 3 نوفمبر 1896 في بالمر في الولايات المتحدة، وتوفي في 7 يوليو 1982 في سانتا باربارا في الولايات المتحدة.